# Wilhelm Blaschke
Wilhelm Johann Eugen Blaschke (Graz, 13 de setembro de 1885 — Hamburgo, 17 de março de 1962) foi um matemático austro-húngaro.

## Educação e carreira
Blaschke era filho do matemático Josef Blaschke, que ensinava geometria na Landes Oberrealschule em Graz. Depois de estudar por dois anos na Technische Hochschule em Graz, ele foi para a Universidade de Viena e concluiu o doutorado em 1908 sob a supervisão de Wilhelm Wirtinger. Sua dissertação foi Über eine besondere Art von Kurven vierter Klasse.
Após concluir seu doutorado, ele passou vários anos visitando matemáticos nas principais universidades da Itália e da Alemanha. Ele passou dois anos em cargos em Praga, Leipzig, Göttingen e Tübingen até que, em 1919, assumiu o cargo de professor na Universidade de Hamburgo, que manteria pelo resto de sua carreira. Seus alunos em Hamburgo incluíam Shiing-Shen Chern, Luis Santaló, e Emanuel Sperner.
Em 1933, Blaschke assinou o Voto de fidelidade dos professores das universidades e escolas secundárias alemãs a Adolf Hitler e ao Estado nacional-socialista. No entanto, ele defendeu Kurt Reidemeister contra os nazistas e, no início dos anos 1930, fez campanha contra Ludwig Bieberbach pela liderança da Sociedade Matemática Alemã, argumentando que a sociedade deveria permanecer internacional e apolítica em oposição ao desejo de Bieberbach de " fazer cumprir as políticas nazistas sobre matemática e raça alemãs ". No entanto, em 1936, ele apoiava as políticas nazistas, chamava a si mesmo de "um nazista de coração" e era descrito por colegas como "Mussolinetto" por suas crenças fascistas. Ele se juntou oficialmente ao Partido Nazista em 1937.
Após a guerra, Blaschke foi removido de seu cargo na Universidade de Hamburgo por sua afiliação nazista, mas após uma apelação sua cátedra foi restaurada em 1946. Ele permaneceu na universidade até sua aposentadoria em 1953.

## Publicações
Em 1916, Blaschke publicou um dos primeiros livros dedicados a conjuntos convexos: Círculo e esfera (Kreis und Kugel). Baseando-se em dezenas de fontes, Blaschke fez uma revisão completa do assunto com citações dentro do texto para atribuir crédito em uma área clássica da matemática.
- Kreis und Kugel, Leipzig, Veit 1916; 3rd edn. Berlim, de Gruyter 1956
- Vorlesungen über Differentialgeometrie, 3 vols., Springer, Grundlehren der mathematischen Wissenschaften 1921-1929 (vol. 1, Elementare Differentialgeometrie;[5] vol. 2, Affine Differentialgeometrie; vol. 3, Differentialgeometrie der Kreise und Kugeln, 1929)
- com G. Bol: Geometrie der Gewebe. Berlim: Springer 1938[6]
- Ebene Kinematik. Leipzig: B.G. Teubner 1938,[7] 2a. ed. com Hans Robert Müller, Oldenbourg, München 1956
- Nicht-Euklidische Geometrie und Mechanik I, II, III. Leipzig: B.G.Teubner (1942)
- Zur Bewegungsgeometrie auf der Kugel. In: Sitzungsberichte der Heidelberger Akademie der Wissenschaften (1948)
- Einführung in die Differentialgeometrie. Springer 1950,[8] 2nd expanded edn. with H. Reichardt 1960
- com Kurt Leichtweiß: Elementare Differentialgeometrie. Berlim: Springer (5a. ed. 1973)
- Reden und Reisen eines Geometers. Berlim: VEB Deutscher Verlag der Wissenschaften (1961; 2a. ed.)
- Mathematik und Leben, Wiesbaden, Steiner 1951
- Griechische und anschauliche Geometrie, Oldenbourg 1953
- Projektive Geometrie, 3rd edn, Birkhäuser 1954
- Analytische Geometrie, 2nd edn., Birkhäuser 1954
- Einführung in die Geometrie der Waben, Birkhäuser 1955[9]
- Vorlesungen über Integralgeometrie, VEB, Berlim 1955
- Reden und Reisen eines Geometers, 1957
- Kinematik und Quaternionen. Berlim: VEB Deutscher Verlag der Wissenschaften (1960)
- Gesammelte Werke, Thales, Essen 1985

## Obras acessíveis online
- Blaschke „Kreis und Kugel“, Jahresbericht DMV 1915, Antrittsrede in Leipzig
- Blaschke Neue Strömungen in der Differentialgeometrie, Vortrag Charkow 1930, Jb DMV
- Blaschke Topologische Fragen in der Differentialgeometrie, Vortrag Königsberg, Jb DMV 1929
- Blaschke, Hessenberg Lehrsätze über konvexe Körper, Jb DMV 1918
- Blaschke, Bol Über die Geometrie der Gewebe, 1938
- Blaschke Über Integralgeometrie, Jb DMV 1936
- Blaschke, Leichtweiss Elementare Differentialgeometrie
- Klein, Blaschke Vorlesungen über höhere Geometrie 1926
- Blaschkes Vorlesungen über Differentialgeometrie, Bd.1,2